# غاري ولمان
غاري ولمان (بالإنجليزية: Gary Wellman)‏ هو لاعب كرة قدم أمريكية أمريكي، ولد في 9 أغسطس 1967 في سيراكيوز في الولايات المتحدة.

## وصلات خارجية
- غاري ولمان على موقع مرجع كرة القدم المحترفة.كوم (الإنجليزية)